# كيرين كيكي
كيرين كيكي (باليابانية: 樹木 希林) هي ممثلة يابانية، ولدت في 15 يناير 1943 في اليابان، وتوفيت بنفس المكان في 15 سبتمبر 2018 بسبب سرطان الثدي.

## أعمال

### أفلام
- (1979) تارو الولد التنين
- مستمر بالمشي (2008)
- (2010) آريتي المقترضة[7]
- (2010) الشبح بين ذراعيك مجددا
- (2011) معجزة
- (2013) من شابه أباه فما ظلم[8]
- (2015) أختنا الصغيرة[9]
- (2015) الفاصوليا الحلوة
- (2018) مسألة عائلية[10]

## وصلات خارجية
- كيرين كيكي على موقع IMDb (الإنجليزية)
- كيرين كيكي على موقع روتن توميتوز (الإنجليزية)
- كيرين كيكي على موقع قاعدة بيانات الأفلام العربية
- كيرين كيكي على موقع ألو سيني (الفرنسية)
- كيرين كيكي على موقع ميوزك برينز (الإنجليزية)
- كيرين كيكي على موقع أول موفي (الإنجليزية)
- كيرين كيكي على موقع قاعدة بيانات الأفلام السويدية (السويدية)
- كيرين كيكي على موقع قاعدة بيانات الفيلم (الإنجليزية)
- كيرين كيكي على موقع كينوبويسك (الروسية)